# 無翅亞目
無翅亞目（學名：Incirrata），又稱為無鰭亞目，為八腕目下的兩個亞目之一，本亞目包含了常見的底棲性章魚，以及許多遠洋的章魚物種，例如船蛸。無翅亞目章魚與有翅亞目章魚最大的差別在於在吸盤處缺乏類似纖毛的突起、可游泳推進的鰭、以及內部的小殼（船蛸的殼並非真正的殼，而是由方解石構成的卵盒）。

## 分類
- 頭足綱 Cephalopoda
  - 鸚鵡螺亞綱 Nautiloidea
  - †菊石亞綱 Ammonoidea
  - 蛸亞綱 Coleoidea
    - 十腕總目 Decapodiformes：魷魚、墨魚
    - 八腕總目 Octopodiformes
      - †粗沙鳞科 (地位未定)
      - 幽靈蛸目 Vampyromorphida
      - 八腕目 Octopoda
        - †Keuppia（英语：Keuppia） (地位未定)
        - †古蛸屬 Palaeoctopus (地位未定)
        - †Paleocirroteuthis（英语：Paleocirroteuthis） (地位未定)
        - †波爾蛸屬（英语：Pohlsepia） Pohlsepia (地位未定)
        - †前蛸屬 Proteroctopus (地位未定)
        - †Styletoctopus（英语：Styletoctopus） (地位未定)
        - 有翅亞目 Cirrina
        - 無翅亞目 Incirrina
          - 章魚總科 Octopodoidea
            - 水母蛸科 Amphitretidae
              - 水母蛸亞科 Amphitretinae
              - 單盤蛸亞科（英语：Bolitaeninae） Bolitaeninae
              - 玻璃蛸亞科（英语：Vitreledonella） Vitreledonellinae

            - 深海多足蛸科 Bathypolypodidae
            - 麝香蛸科 Eledonidae
            - 腸腕蛸科 Enteroctopodidae
            - 巨愛爾斗蛸科 Megaleledonidae
            - 章魚科 Octopodidae

          - 船蛸總科 Argonautoidea
            - 異夫蛸科 Alloposidae：七腕章魚
            - 船蛸科 Argonautidae：船蛸、紙鸚鵡螺
            - 快蛸科 Ocythoidae：瘤狀遠洋章魚
            - 水孔蛸科 Tremoctopodidae：毛毯章魚

註：2016年2月26日，美國國家海洋暨大氣總署在夏威夷群島海面下約4公里處進行深海探勘時有發現尚未命名的白色新種章魚。